# أندرو ديفريز
أندرو ديفريز (بالإنجليزية: Andrew DeVries) هو فنان أمريكي، ولد في 1957.